# Sant Ermengol del Pont de Bar
Sant Ermengol del Pont de Bar és una obra del municipi del Pont de Bar (Alt Urgell) protegida com a bé cultural d'interès local.

## Descripció
L'església de Sant Ermengol del Pont de Bar es troba al poble de Pont de Bar vell, el qual fou arrossegat en bona part per l'aiguat de 1982 i resta des d'aleshores deshabitat. Es troba a la riba esquerra del Segre, a primera línia del riu, al costat de la palanca de fusta que substitueix el pont arrossegat en l'aiguat. S'accedeix al Pont de Bar vell per la carretera N-260 en el tram entre la Seu d'Urgell i Puigcerdà.
Església d'una sola nau, entre mitgeres, capçada a sud-est per un absis semicircular amb volta de quart d'esfera, i coberta amb una encavallada de fusta que sosté una teulada de doble vessant reconstruïda amb material modern: maons recoberts a l'exterior per teula industrial.
La nau és molt curta, talment com si hagués estat escapçada en algun moment indeterminat, impressió que queda reforçada pel fet que la línia de façana no és perpendicular a l'eix de simetria de la nau, sinó que queda esbiaixat prop de 45° amb relació a aquest.
L'interior de la petita església està revestit de guix i pintat. En algun punt on s'ha desprès part d'aquest revestiment s'entreveu un aparell de carreuons més o menys desbastats i col·locats ordenadament, però és difícil de determinar. Hi ha un cor de fusta en alt als peus.
L'accés a l'interior de l'església es troba a la façana nord. Es tracta d'una senzilla façana amb una porta en arc rebaixat, centrada en aquesta, i un ull de bou circular en alt. Corona el conjunt un campanar d'espadanya d'un sol ull. Tot aquest mur es troba arrebossat i emblanquinat.
En el seu estat actual és ben poc allò que podem apuntar sobre els orígens i la història constructiva de l'església de Sant Ermengol del Pont de Bar vell. No obstant, les irregularitats que presenta en planta, junt amb els indicis que aporta l'existència d'un absis semicircular, totalment desproporcionat amb relació a les dimensions de la nau, així com la presència d'uns paraments de carreuons més o menys regulars, ens fa pensar en la possibilitat que l'església hagués tingut anteriorment unes majors dimensions. El fet d'estar dedicada a Sant Ermengol i l'indret on està ubicada, tan paradigmàtic amb relació a la vida del sant, fa pensar que podria tractar-se d'una construcció romànica.

## Història
Des del punt de vista històric, es tracta d'un temple rellevant a causa de la seva estreta vinculació amb la vida de Sant Ermengol, un dels protagonistes de la història local més rellevants de tota la comarca. Es creu que l'església podria haver estat fundada com un oratori dedicat a la memòria del sant en el mateix indret on va morir.